# Нюба (приток Порыша)
Нюба — река в России, протекает по Верхнекамскому району Кировской области. Устье реки находится в 104 км от устья Порыша по правому берегу. Длина реки составляет 13 км.
Исток реки на Верхнекамской возвышенности в 6 км к юго-востоку от села Гидаево. Река течёт на север, протекает рядом с деревней Картасик. Впадает в Порыш девятью километрами северо-восточнее Гидаево.

## Данные водного реестра
По данным государственного водного реестра России относится к Камскому бассейновому округу, водохозяйственный участок реки — Кама от истока до водомерного поста у села Бондюг, речной подбассейн реки — бассейны притоков Камы до впадения Белой. Речной бассейн реки — Кама.
Код объекта в государственном водном реестре — 10010100112111100001242.